# Amaturá
Amaturá este un oraș în unitatea federativă Amazonas (AM) din Brazilia.
La recensământul din 2007, Amaturá avea o populație de 8,384 de locuitori. Amaturá are o suprafață de 4,759 km². 